# Malcolm Young
Malcolm Young (Glasgow, Escocia; 6 de enero de 1953-Elizabeth Bay, Sídney, Australia; 18 de noviembre de 2017) fue un guitarrista, compositor y productor discográfico de rock y blues británico, conocido por ser fundador, guitarrista rítmico, corista y miembro letrista de la popular banda australiana AC/DC, aparte de principal compositor de los riffs de la mayoría de las canciones
Pese a estar siempre a la sombra de su hermano menor, Angus Young, fue el responsable de la amplia extensión del sonido, el desarrollo de los riffs de guitarras, la composición de la mayoría de las letras y la producción del material discográfico del grupo.
Es considerado uno de los más grandes exponentes del rock de la guitarra rítmica. Fue incluido en el Salón de la Fama del Rock en 2003, junto con los demás integrantes de AC/DC.
Formó parte de la banda AC/DC desde su fundación, en 1973, hasta 2014. Ese año el grupo da a conocer, mediante un comunicado de prensa, su retiro profesional por complicaciones de salud. No obstante, y pese a la sensible baja de su mentor, la banda informó que continuaría haciendo música. Fue relevado por su sobrino Stevie Young, quien ya lo había reemplazado momentáneamente en 1988.

Malcolm nos dijo: "Estoy muy enfermo para continuar, pero tenéis que seguir haciendo música, porque se cumplen 40 años de la banda". Y ¿sabes?, fue él quien empezó la banda. Fue su idea, AC/DC es su bebé.
 Brian Johnson, cantante de AC/DC.

## Biografía

### Infancia
Malcolm fue el séptimo hijo de los ocho de la familia Young. Cuando tenía diez su familia emigró a Australia desde Escocia, para instalarse en los suburbios de Sídney.
Antes de su carrera como músico, Malcolm tenía un gran potencial como futbolista, pero no pudo continuar, puesto que no creció lo suficiente hasta los 14 años. No obstante, tanto él como su hermano Angus eran fanáticos del fútbol, grandes aficionados de su equipo, el Glasgow Rangers.
A partir de 1968, el grupo de rock de su hermano mayor, George Young, The Easybeats, logró muchos éxitos en Australia, consiguiendo la popularidad internacional con «Friday on My Mind».
Inspirado por la fama lograda por su hermano mayor, Malcolm tocó la guitarra por primera vez cuando estaba en el colegio. Su primera guitarra la consiguió en su adolescencia, regalo de su madre con idea de relajar su duro temperamento; esa guitarra después pasaría a manos de su hermano menor. Rápidamente saltó de la guitarra acústica a la guitarra eléctrica, siguiendo los consejos que le daba su hermano mayor, George, a la vuelta de las giras con los Easybeats.
Malcolm dejó el colegio en cuanto encontró un empleo remunerado. Trabajó para una empresa de sostenes como mantenedor de máquinas. Con el sueldo de su primer trabajo, Malcolm pudo conseguir guitarras profesionales.

### Carrera musical

#### Inicios
En 1971, Malcolm se une al grupo australiano Velvet Underground, de corta vida que nada tiene que ver con la famosa banda de los sesenta. Numerosos cambios de miembros hubo durante la breve vida del grupo, pero jamás fueron considerados suficientemente válidos para abrirse paso en el mercado.
En 1972, George Young y su colega Harry Vanda trabajan juntos en un álbum con el seudónimo de "Marcus Hook Roll Band" en Albert Studios. El proyecto vio luz a resultas de una conversación oficiosa, pero este proyecto ya resultó más serio cuando la rama americana de EMI mostró interés por un álbum de la Marcus Hook Roll Band. George acudió a Malcolm y Angus como músicos adicionales. Fue el primer trabajo que Malcolm y Angus hicieron juntos antes de AC/DC.
El proyecto junto a su hermano mayor marcó profundamente a Malcolm: el proceso, que consistía en ensayar hasta el extremo las canciones en el estudio, agregando arreglos y sonidos armónicos y melodiosos, era muy diferente de la visión del rock and roll crudo y potente que tenía Malcolm. Decidió que jamás su grupo usaría esa forma de componer.

#### AC/DC
A sus 20 años, cuando su banda se separó, Malcolm decidió formar un nuevo grupo. Al principio, tenía que ser un grupo con solamente él como guitarrista, pero cambió de idea y prefirió añadir al grupo un segundo guitarrista para tocar con él. Lógicamente invitó a su hermano Angus.

Ni siquiera supe el nombre de ningún acorde hasta que Malcolm me dijo alguno; y luego, a partir de ahí me los fui aprendiendo todos. Él me dio las únicas clases que he recibido e incluso me animó a hacer solos.
 Angus Young, guitarrista principal y hermano menor de Malcolm.

El nuevo grupo, llamado AC/DC, realizó diversos ensayos tocando versiones de rock y blues. Su primer concierto lo dieron en el Chequers Club de Sídney, el 31 de diciembre de 1973.
A pesar de que pasó por numerosos cambios al momento de su formación, la base se acentuó con el cantante Bon Scott, el baterista Phil Rudd y el bajista Mark Evans. 
Tras dos años de giras nacionales, se trasladan al Reino Unido en 1976, comenzando un apretado calendario de giras y grabaciones internacionales. La banda se convirtió en un lugar de visita obligada en vivo debido al show escénico de Angus, pero Malcolm creó una figura bastante característica e imponente en el escenario, parándose estoicamente a uno de los lados y desplegando golpeos agresivos a su guitarra.
Con el éxito masivo y la cima a la vuelta de la esquina, la banda recibió un golpe devastador cuando Scott murió de intoxicación por alcohol a principios de 1980. Sin embargo, tras el duro golpe que les significó esto, graban su álbum más vendido, Back in Black, con la voz de Brian Johnson.

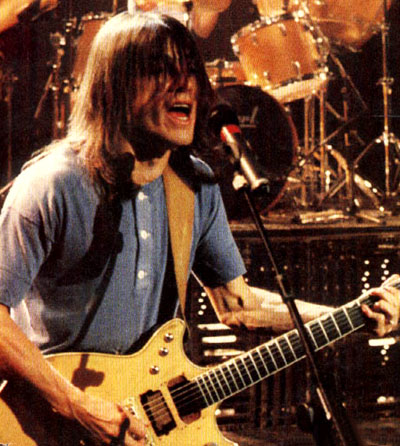
Malcolm Young en el Monster of Rock en 1990.

El quinteto se pasó el resto de la década produciendo discos y recorriendo el mundo, pero poco después del lanzamiento de su álbum de 1988, Blow up your Video, Malcolm se dio cuenta de que una adicción de toda la vida al alcohol había puesto en riesgo peligrosamente su salud. No queriendo seguir los pasos de Scott, tuvo una breve ausencia durante una gira de ese año, en un intento por detener su problema con el alcoholismo. Durante dicha gira, lo sustituyó su sobrino Stevie Young. Tal era el parecido de este con Malcolm, que prácticamente nadie se percató de su ausencia, hasta que la banda informó.

### Retiro musical
Habiendo sido su último concierto en el Estadio de San Mamés, el 28 de junio de 2010, el 16 de abril de 2014, un comunicado publicado por la banda en su página web oficial informó de que Malcolm Young se tomaría un receso temporal debido a problemas en su salud, aunque la naturaleza de su enfermedad se mantuvo en secreto. Sin embargo, y tras el constante misterio en torno a su salud, el 24 de septiembre del mismo año, AC/DC confirma su retirada definitiva.

Desafortunadamente, debido a la naturaleza de la enfermedad, Malcolm no regresará a la banda. AC/DC emprenderá una gira mundial apoyando el próximo disco, "Rock or Bust", durante 2015. Stevie Young, sobrino de los miembros fundadores, Angus y Malcolm Young, toca la guitarra rítmica en el disco y nos acompañará durante la gira.
 AC/DC, comunicado de prensa. Sep 24, 2014.

Cuatro días más tarde, la familia de Malcolm confirmó que él padecía demencia. Según fuentes cercanas a la familia Young, Malcolm habría perdido la memoria a corto plazo, incluso olvidando a una persona en cuestión de segundos tras haberla visto. Por ello, su esposa Linda Young habría tomado la decisión de internarlo en un centro especializado.

### Legado
Malcolm ha escrito la mayoría de las canciones de AC/DC en colaboración con Angus y los vocalistas Bon Scott y Brian Johnson, siendo descrito como el cerebro de la banda. Sus composiciones instrumentales están influenciadas por el rock and roll de los años 50 y el blues.
A pesar de no ser tan conocido como su hermano, y sin haber sido espectacular en el escenario, él ejerció las funciones del líder de la banda al ser quien tomaba las decisiones importantes, componía la mayoría de las canciones y elaboraba la producción de los discos.

## Fallecimiento
Malcolm falleció el 18 de noviembre de 2017, siendo publicada la noticia en el perfil de Facebook de la banda AC/DC. El comunicado oficial de la banda dice así: 

“Hoy, con profunda tristeza, AC/DC tiene que anunciar el fallecimiento de Malcolm Young.
Malcolm, junto con Angus, fue el fundador y creador de AC/DC.
Con enorme dedicación y compromiso, él fue la fuerza impulsora detrás de la banda.
Como guitarrista, compositor y visionario, fue un perfeccionista y un hombre único.
Siempre se apegó a sus armas e hizo y dijo exactamente lo que quería.
Él se enorgulleció de todo lo que hizo.
Su lealtad a los fanáticos fue insuperable.
Como su hermano, es difícil expresar con palabras lo que él ha significado para mí durante mi vida, el vínculo que tuvimos fue único y muy especial.
Deja atrás un enorme legado que perdurará para siempre.
Malcolm, hiciste un buen trabajo, bien hecho.”